# 日本の過去の清算を求める国際連帯協議会
日本の過去清算を求める国際連帯協議会（にほんのかこせいさんをもとめるこくさいれんたいきょうぎかい）は、中国・韓国・北朝鮮が、2002年5月に日本の侵略戦争と植民地支配の清算を求めるために結成した組織。各国の連携の下で同様の集会を平壌・東京で連続して開催することや、「過去清算」を求める国際的な署名活動を展開することなどが参加各国関係者と合意されている。さらに、日本の政界・財界・マスコミ関係者や親朝団体関係者らを北朝鮮に招請し、「過去清算」及び早期国交正常化の重要性をアピールすることなども確認されている。

## 活動
- 2003年9月18日（開催地・中国）
- 2004年5月21日（開催地・韓国） 日本の謝罪が明記されていない日韓基本条約の改定などが提案された。日本からは土屋公献・吉田好一・西野瑠美子らが参加[2]。
- 2009年3月28日（開催地・中国） 日本の国会で日本軍「慰安婦」関連法を成立させる運動を展開すること、日本の国連安全保障理事会常任理事国進出を阻止することなどを確認した[3]。

## 代表
- 日本：土屋公献  （元日本弁護士連合会会長）
- 韓国：徐仲錫 （日本の教科書を正す運動本部共同代表・成均館大学教授）
- 中国：王偉民 （南京大虐殺紀念館副館長）